# Drapetis quadrisetosa
Drapetis quadrisetosa är en tvåvingeart som beskrevs av Axel Leonard Melander 1918. Drapetis quadrisetosa ingår i släktet Drapetis och familjen puckeldansflugor. Inga underarter finns listade i Catalogue of Life.